# Sala d'Art Jove
Sala d’Art Jove és un espai de la Generalitat de Catalunya gestionat per la Direcció general de Joventut, que desplega un conjunt de processos per interrelacionar la pràctica artística, el treball amb joves, l’educació artística i la producció cultural.
El projecte sorgeix l’any 2006 a partir del replantejament d’un espai expositiu ja existent des de l’any 1984. Com a programa ofereix un entorn per a l’experimentació artística i la investigació, contemplant un seguit de dinàmiques de formació que s’adrecen tant a joves creadors com a estudiants i a públic en general.
L'equipament va rebre el Premi ACCA de la Crítica d’Art 2009 i el Premi Ciutat de Barcelona 2012, en la modalitat d’Arts Visuals.

## Programa
Sala d’Art Jove es basa en una convocatòria pública anual adreçada a donar suport a projectes de creació i d’investigació artística de joves residents a Catalunya i menors de 30 anys, així com a projectes de mediació vinculats a la curadoria, l’educació i la gestió de l’art contemporani impulsats per joves menors de 35 anys. Amb els agents seleccionats, cada any es forma un equip de treball per a la producció dels projectes i per a la conceptualització i el disseny de la programació d’exposicions i activitats. Sala d’Art Jove s’entén, així, com un espai d’aprenentatge que es basa en processos col·laboratius i d’acompanyament prolongat dels projectes seleccionats.
Es basa, així mateix, en un model de treball en xarxa, el qual permet articular projectes amb organitzacions i institucions culturals i educatives de diferent perfil, alhora que facilita la disseminació de processos de treball que impliquin un retorn envers l’entorn social i cultural en el qual s’emplaça.
El seu objectiu és treballar la pràctica artística amb relació a la joventut d’una manera integral i qualitativa, no només com un espai de promoció d’artistes joves, sinó sobretot com un espai que facilita recursos per a la formació, fomenta la professionalització i garanteix la transferència social del treball dels joves creadors.

## Equips gestors
Des de l’any 2006, la Sala d’Art Jove ha estat gestionada per David Armengol (2006), Oriol Fontdevila (2006 – 2020), Txuma Sánchez (2007-2020), per plié-collective, col·lectiu integrat per Eva Paià, Angelica Tognetti i Marina Ribot Pallicer (2021- 2023) i Eva Paià i Javiera Cádiz Bedini (2024 - actualitat).